# 軌跡 (数学)

サイクロイドは「直線上を転がる円の一点が描く軌跡」である。

数学における軌跡（きせき; 英: locus）とは、何らかの同一の条件を満たす点の集合である。軌跡という用語は普通、平面や空間における曲線や面といった形を表すために用いられる。

## 例
以下、特に断りがない限り平面幾何における例を挙げるものとする。
- 円 は、ある1点からの距離が等しい全ての点の集合である。また、この距離のことを円の半径と呼び、r で表す。
- 楕円は、ある2点 P, Q からの距離の和が等しい全ての点の集合である。ここで、基準となる2点 P, Q を焦点と言う。
- 放物線は、準線 (directrix) と呼ばれる直線 L と、その上にない焦点 (focus) と呼ばれる一点 F が与えられるとき、準線 L と焦点 F とを共に含む P であって、P から焦点 F への距離 PF と等しい距離 PQ を持つような準線 L 上の点 Q の集合である。
- 双曲線は、ある2点 P, Q からの距離の差 (の絶対値) が等しい点の集合である。

なお、ここに挙げた軌跡は、円錐を切断した時に現れる曲線でもあるので円錐曲線とも呼ばれる。